# Burgstall Reitberg
Der Burgstall Reitberg ist eine abgegangene hochmittelalterliche Niederungsburg auf 441 m ü. NHN im Nordosten von Reitberg, einem Gemeindeteil der Gemeinde Ramerberg im Landkreis Rosenheim von Bayern. Er wird als Bodendenkmal unter der Aktennummer D-1-7938-0166 als „Wasserburgstall des hohen Mittelalters“ geführt. Das Schloss Zellerreit liegt 500 m entfernt in südöstlicher Richtung, der Burgstall Daburg liegt 750 m in östlicher Richtung und das Schloss Hart befindet sich 650 m im Nordosten.

## Geschichte
Das Dorf Reitberg gehörte zur Gemeinde Ramerberg und war Bestandteil der Hofmark Zellerreit, welche von 1605 bis 1843 im Besitz der Familie Kern war.

## Beschreibung
Der in etwa ovale Burgstall liegt 80 m westlich der Attel. Er hat die Ausmaße von 110 m in Nord-Süd-Richtung und 70 m in Ost-West-Richtung. Der Burgplatz ist durch das Anwesen Wiesenweg 5 a modern überbaut. Das ehemalige und im nördlichen Bereich des Burgplatzes gelegene Wasserschloss machte mitsamt dem Wassergraben nur 20 mal 20 m aus.